# Ryūteki

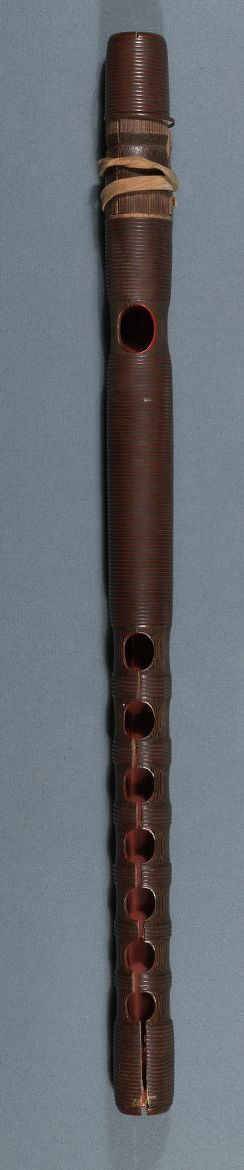
Flauta japonesa ryūteki, instrumento tradicional del gagaku.

Ryūteki(龍笛, lit. ”flauta dragón") es un instrumento japonés hecho de bambú, recubierto de corteza y laqueado exteriormente de negro. Es un tipo de fue (flauta japonesa) traversa y una de las tres que se tocan en gagaku, un estilo de música de corte de la era imperial japonesa con raíces chinas. Los primeros registros indican que se usaba en la música Tōgaku, un subgénero chino del gagaku. Rara vez se toca sin acompañamiento. Su sonido representa a dragones que ascienden al cielo; suele ejecutar la melodía acompañada por fues shoo y ano, que a su vez simbolizan a las luces celestiales y a los humanos.

## Método
La ryūteki se sostiene transversalmente. Consta de 7 orificios y mide 40cm, con una embocadura de 1,3cm (similar a las flautas occidentales). Al contrario de lo que sucede con las flautas occidentales, los orificios se tapan con la “panza” del dedo y no con la yema; esto es así para tener un mejor control al emplear técnicas que requieran tapar solo la mitad del orificio, como ascender cromáticamente una escala. Suelen usarse estas técnicas de digitación acompañada por otras de soplido en contraposición a usar la lengua para controlar el flujo de aire, como ocurre con la mayoría de las flautas japonesas.

## Afinación
Se afina en A-430Hz y suena una octava por encima de lo escrito en el pentagrama (en clave de Sol). Entre la embocadura y el primer orificio de digitación se coloca un pequeño tubo que quita armónicos superiores y da su timbre característico al instrumento. Su altura se encuentra entre las otras flautas komabue y kagurabue. No llega a dar una octava, pero sí una séptima menor.

## En la cultura popular
Hacia 1868 ya se encontraba instaurado como uno de los tres instrumentos típicos del gagaku. Ensambles contemporáneos de que intentan revitalizar el estilo integran al ryūteki en sus composiciones. 
Ron Korb, famoso flautista canadiense conocido en Japón como “El príncipe de las flautas”(フルートの貴公子, furuto no kikoushi) tocó este instrumento en sus álbumes.   